# Collins John
Collins John, född 17 oktober 1985 i Zwandru, Liberia, är en nederländsk fotbollsspelare som senast spelade för Pittsburgh Riverhounds. John är född i Liberia, men hans familj utvandrade till Nederländerna när hans far dödats i krig i Liberia.
Han debuterade i det nederländska landslaget 2004.